# 법률비용보험
법률비용보험이란 민·형사 법률분쟁 비용을 보장해주는 보험을 말한다. 변호사비용보험이라고도 한다.

## 참고 문헌
- 배보다 배꼽이 더 큰 소액재판 "법률비용보험이 대안" 한국일보 2012.03.28[깨진 링크(과거 내용 찾기)]
- 배보다 배꼽이 더 큰 소액재판 "법률비용보험이 대안" 한국일보 2013.01.29

## 같이 보기
- 변호사배상책임보험